# Margaret Ayer Barnes
Margaret Ayer Barnes (* 8. April 1886 in Chicago, Illinois; † 25. Oktober 1967 in Cambridge, Massachusetts) war eine US-amerikanische Roman- und Kurzgeschichtenautorin und Dramatikerin. Im Jahr 1931 gewann sie den Pulitzer-Preis für Belletristik für ihren Roman Years of Grace.

## Leben
Barnes wuchs als jüngstes von vier Geschwistern in Chicago auf. Als Kind hatte Barnes ein großes Interesse an Theater und Lesen. Sie befreundete sich mit dem Dramatiker Edward Sheldon, der sie später ermutigte, Schriftstellerin zu werden.
Sie besuchte die University School for Girls und das Bryn Mawr College in Chicago, wo sie 1907 den Bachelor in Englisch und Philosophie erwarb. 1910 heiratete sie Cecil Barnes, mit dem sie drei Söhne hatte: Cecil Jr., Edward Larrabee, der ein bekannter Architekt wurde, und Benjamin Ayer.
Im Jahr 1920 wurde Barnes zur Alumnae-Direktorin von Bryn Mawr gewählt und war drei Jahre im Amt. Als Direktorin half sie, die Bryn Mawr Summer School for Women Workers in Industry zu organisieren, die ein alternatives Bildungsprogramm für Arbeiterinnen innerhalb einer traditionellen Institution anbot. Das Sommerprogramm bestand hauptsächlich aus jungen, alleinstehenden Immigrantinnen mit wenig bis gar keinem akademischen Hintergrund und bot Kurse in fortschrittlicher Bildung, freien Künsten und Wirtschaft an. Die Frauen im Programm wurden ermutigt, Selbstvertrauen als Rednerinnen, Schriftstellerinnen und Führungspersönlichkeiten am Arbeitsplatz zu entwickeln.
1926, im Alter von 40 Jahren, brach sie sich bei einem Verkehrsunfall auf einer Urlaubsreise in Frankreich den Rücken und begann, ermutigt von ihrem Freund Edward Sheldon, mit dem Schreiben, um sich während der langwierigen Heilungszeit ihre Zeit zu vertreiben. Zwischen 1926 und 1930 schrieb sie mehrere Kurzgeschichten, die in der Pictorial Review veröffentlicht wurden und später als Sammlung Prevailing Winds erschien. Sie schrieb drei Theaterstücke, zwei davon zusammen mit Sheldon, darunter eine Adaption von Edith Whartons Roman The Age of Innocence. 1931 gewann sie den Pulitzer-Preis für ihren ersten Roman, Years of Grace.
Themen ihrer sich aufgrund ihrer Theatererfahrung mit sorgfältig beobachteten Charakteren, die sich in Gesprächen der Protagonistinnen herausbildeten, ausgestatteten Geschichten waren zum einen die großbürgerliche Gesellschaft Chicagos im ersten Drittel des 20. Jahrhunderts, zum anderen ein dezidiert feministischer Zug, den sie aus Bryn Mawr mitgebracht hatte. Beispiele dafür sind Darstellungen der Martha Cavendish in The Dinner Party und der Kate Dalton in Perpetual Care.
1936 erhielt sie die Ehrendoktorwürde der Oglethorpe University in Atlanta.
In einer Klage von 1939 gegen Metro-Goldwyn-Mayer wegen Urheberrechtsverletzung wurde behauptet, dass das Drehbuch, das MGM für den Kinofilm Letty Lynton (1932) verwendete, Material aus dem Theaterstück Dishonored Lady von Edward Sheldon und Barnes plagiierte. Der Film ist wegen dieser Klage bis heute nicht erhältlich.
Sie verbrachte den Rest ihres Lebens in Cambridge, Massachusetts, und starb dort 1967. Sie sagte einmal, dass „the story of a life may be poignantly told in five thousand words, if the proper facts emphasized and suppressed“. Sie ist begraben auf dem Brookside Cemetery in Mount Desert, Maine.
Ihr Nachlass wird im Bryn Mawr College verwahrt.

## Werke
Bühnenstücke
- The Age of Innocence, Chicago, IL, 1928. Verfilmt 1934
- Jenny, New York City, NY, 1929
- Dishonored Lady,  New York City, NY, 1930. Verfilmt bei United Artists 1947 unter demselben Namen oder auch Sins of Madeleine (dt. Titel Frau ohne Moral?)

Kurzgeschichten
- Prevailing Winds. Houghton Mifflin, Boston, MA 1928.

Romane
- Years of Grace. Houghton Mifflin, New York City, NY 1930.
- Westward Passage. Houghton Mifflin, Boston, MA 1931. Verfilmt mit Ann Harding und Laurence Olivier1932 unter gleichem Namen
- Within This Present. Houghton Mifflin, Boston, MA 1933.
- Edna, His Wife, An American Idyll. Houghton Mifflin, Boston, MA 1935. Als Theaterstück unter gleichem Namen 1937 von Cornelia Otis Skinner umgearbeitet
- Wisdom's Gate. Houghton Mifflin, Boston, MA 1938.